# Križ
Križ é uma vila e município da Croácia localizado no condado de Zagreb.

## Localidade
O município de Križ é composto de 16 localidades: 
| - Bunjani - Donji Prnjarovec - Gornji Prnjarovec - Johovec - Konšćani - Križ - Mala Hrastilnica - Novoselec | - Obedišće - Okešinec - Razljev - Rečica Kriška - Širinec - Šušnjari - Velika Hrastilnica - Vezišće |